# يوجي أونوزاوا
يوجي أونوزاوا (باليابانية: 宇野沢 祐次) (3 مايو 1983 في تشيبا في اليابان – )؛ هو لاعب كرة قدم ياباني سابق كان يلعب كمهاجم.

## وصلات خارجية
- يوجي أونوزاوا على موقع الاتحاد الدولي (مؤرشف)  (الإنجليزية)
- يوجي أونوزاوا على موقع رابطة كرة القدم اليابانية للمحترفين (اليابانية)
- يوجي أونوزاوا على موقع قاعدة بيانات كرة القدم.إي يو (الإنجليزية)
- يوجي أونوزاوا على موقع Soccerway.com (الإنجليزية)
- يوجي أونوزاوا على موقع عالم كرة القدم.نت (الإنجليزية)